# Мартинов Віктор
Віктор Мартинов (15 жовтня 1951, Горький, СРСР) — радянський хокеїст, захисник.

## Спортивна кар'єра
Вихованець горківського «Торпедо». Переможець чемпіонату Європи серед юніорів 1970 року. Виступав за команди «Торпедо» (Горький), СКА МВО (Калінін), «Сокіл» (Київ), «Шинник» (Омськ) і «Рубін» (Тюмень). В першості СРСР провів 394 матчі, у тому числі у вищій лізі — 48 (3+2).

## Статистика
Статистика клубних виступів:
| Сезон                | Клуб                 | Ліга                 | І   | Г  | П  | О  | ШХ  |
| -------------------- | -------------------- | -------------------- | --- | -- | -- | -- | --- |
| 1969-70              | «Торпедо» (Горький)  | Д-1                  | 5   | 0  | -  | -  | -   |
| 1970-71              | «Торпедо» (Горький)  | Д-1                  | 29  | 2  | 0  | 2  | -   |
| 1971-72              | «Торпедо» (Горький)  | Д-1                  | 5   | 1  | 0  | 1  | 4   |
| 1972-73              | СКА МВО (Калінін)    | Д-2                  | 46  | 7  | 3  | 10 | 30  |
| 1973-74              | СКА МВО (Калінін)    | Д-2                  | 48  | 3  | 2  | 5  | 20  |
| 1974-75              | «Сокіл» (Київ)       | Д-2                  | 50  | 6  | 7  | 13 | 38  |
| 1975-76              | «Сокіл» (Київ)       | Д-2                  | 39  | 5  | 1  | 6  | 12  |
| 1976-77              | «Сокіл» (Київ)       | Д-2                  | 43  | 5  | 7  | 12 | 56  |
| 1977-78              | «Сокіл» (Київ)       | Д-2                  | 51  | 12 | 10 | 22 | 46  |
| 1978-79              | «Сокіл» (Київ)       | Д-1                  | 9   | 0  | 2  | 2  | 2   |
|                      | «Шинник» (Омськ)     | Д-2                  | 10  | 2  | 1  | 3  | 10  |
| 1979-80              | «Рубін» (Тюмень)     | Д-2                  | 59  | 1  | 1  | 2  | 34  |
| Всього у вищій лізі  | Всього у вищій лізі  | Всього у вищій лізі  | 48  | 3  | 2  | 5  | 6   |
| Всього в першій лізі | Всього в першій лізі | Всього в першій лізі | 346 | 41 | 32 | 73 | 246 |

У складі збірної СРСР:
| Рік  | Команда       | Турнір | Місце | І | Г | П | О | ШХ |
| ---- | ------------- | ------ | ----- | - | - | - | - | -- |
| 1970 | СРСР (юніори) | ЮЧЄ    |       | 5 | 0 | 0 | 0 | 4  |